# Jean Cau (veslač)
Jean Cau, francoski veslač, * 22. marec 1874, † 1921. 
Cau je za Francijo nastopil na  Poletnih olimpijskih igrah 1900 v Parizu, kjer je veslal v četvercu s krmarjem kluba Cercle de l'Aviron Roubaix in z njim osvojil zlato medaljo.